# Steve McQueen (Sheryl Crow)
Steve McQueen is een nummer van de Amerikaanse zangeres Sheryl Crow uit 2002. Het is de vierde single van haar vierde studioalbum C'mon C'mon.
Zoals de titel doet vermoeden, verwijst de tekst naar de acteur Steve McQueen, die bekendstaat om zijn stoere persoonlijkheid. Het nummer flopte in de Amerikaanse Billboard Hot 100 met een 88e positie. Ook in Nederland kende het nummer weinig succes; daar kwam het in de Single Top 100 slechts twee plekken hoger dan in Amerika. Het meeste succes kende de plaat in het Verenigd Koninkrijk, waar het tot de 44e positie kwam.
Ondanks de lage positie in de Billboard Hot 100, won Crow met het nummer wel een Grammy Award in de categorie Best Female Rock Vocal Performance.